# ソニー・ピクチャーズ・イメージワークス
ソニー・ピクチャーズ・イメージワークス（Sony Pictures Imageworks Inc.）は、ソニー・ピクチャーズ エンタテインメント（以下SPE）の子会社であるアメリカ合衆国のVFX制作会社。日本のソニーグループ傘下であり、SPE製作の映画はもとより、他社製作の映画（『ハリー・ポッター』や『マトリックス』など）にもVFXを提供している。また、CGによるアニメーション制作も行っており、同じSPE子会社であるソニー・ピクチャーズ アニメーションや他社の長編作品に数多く参加している。
本社はカナダ・ブリティッシュコロンビア州バンクーバーに所在しており、アメリカ・カリフォルニア州カルバーシティにもオフィスを構えている。

## 歴史

### 創業期：1992年～1995年
1992年に同社の現VFXスーパーバイザーであるジェローム・チェン（Jerome Chen）を含む5名のVFXアーティストらによって設立。同社の最初の仕事は1993年公開の映画『スリー・リバーズ』のアニマティクス制作であり、トライスター ピクチャーズ（ソニー傘下の映画配給会社）の旧本社ビル内にオフィスを構えていた。彼らが当時使用していたオフィスの会議室は、のちに同社初のデータセンターとなる。
1993年よりVFX制作を開始し、『ザ・シークレット・サービス』や『スピード』などの映画に参加。特に『スピード』では、バレ消しやマットペインティングといった技術を駆使し、劇中でバスが間の空いた高速道路を飛び越える迫力あるシーンを作り上げた。
1995年には、インダストリアル・ライト&マジックのVFXスーパーバイザーであったケン・ローストンがSPEによって招かれ、社長に就任。彼の指揮のもと若いVFXアーティストが集まり、VFXスタジオとしての技術力と経営能力を高めていった。

### 成長期：1997年～2007年
1997年公開の映画『アナコンダ』ではCGによる巨大蛇を制作し、これが同社の生み出した初のフルCGキャラクターとなった。また、同年に公開された『スターシップ・トゥルーパーズ』でのVFXにより、1998年、第70回アカデミー賞において視覚効果賞に初めてノミネートされた。その後も『スチュアート・リトル』（1999年）、『インビジブル』（2000年）において優れたVFXを生み出し、いずれもアカデミー賞での視覚効果賞にノミネート。2005年には『スパイダーマン2』（2004年）でのVFXにより、第77回アカデミー賞において初の視覚効果賞を受賞した。
また、2002年よりアニメーション制作に乗り出し、初の短編アニメ作品『チャブチャブズ』を発表。この作品は『メン・イン・ブラック2』と共に同時公開され、翌2003年の第75回アカデミー賞において短編アニメーション賞を受賞。2004年公開の『ポーラー・エクスプレス』では、初めてモーションキャプチャーを取り入れたフォトリアルなアニメーション制作に挑戦。この手法は『モンスター・ハウス』（2006年）および『ベオウルフ/呪われし勇者』（2007年）でも取り入れられていくことになる。
企業活動としては、2002年7月に同社の役員であったティム・サーノフ（Tim Sarnoff）が社長に就任。2007年2月にインド・チェンナイに制作拠点を置いていたVFX会社フレームフロー（FrameFlow）に資本参加し、同社の保有していた株式の51％を取得。同社はイメージワークス・インディア（Imageworks India）と改名され、2008年4月に新たなオフィスをチェンナイに設立した。アメリカ国内には、カリフォルニア州ノヴァトおよびニューメキシコ州アルバカーキに制作オフィスを設立している。

### 転換期：2009年～現在
2009年にサーノフが社長の座を退き、会社を去った。2010年7月にはインダストリアル・ライト&マジックとファイル共有フォーマットAlembic（アレンビック）を共同開発し、SIGGRAPHにて発表。このフォーマットは異なるアプリケーション間でファイル共有を行う機能を備えており、多くのスタジオが容易に使用できるようオープンソースで開発された。
2012年7月にはアルバカーキの制作オフィスを閉鎖し、続いて2014年3月にイメージワークス・インディアのオフィスを閉鎖。約100名のスタッフが解雇がされた。この閉鎖は同社のコスト削減の一環として行われたものであり、これによりイメージワークス・インディアは事実上の消滅となった。2014年には、本社を含む主要施設を、それまでのカリフォルニア州カルバーシティからカナダのバンクーバーに移転。カルバーシティには業務管理の事務所を残した。
2016年1月にはランディー・レイク（Randy Lake）が社長に就任。SPEのスタジオ運営責任者と兼任することとなった。2017年に設立25周年を迎え、2019年に『スパイダーマン:スパイダーバース』で第91回アカデミー賞において、同社初の長編アニメ映画賞を受賞。現在はバンクーバー本社とカルバーシティのオフィスのみに規模を縮小し運営している。

## 参加作品
※インターネット・ムービー・データベースの情報および会社サイトより引用。

### 映画

#### 1999年まで
| 公開年 | 邦題 原題                                                       | 備考                                 |
| ------ | --------------------------------------------------------------- | ------------------------------------ |
| 1993年 | ラスト・アクション・ヒーロー Last Action Hero                   |                                      |
| 1993年 | ザ・シークレット・サービス In the Line of Fire                  |                                      |
| 1993年 | ルディ/涙のウイニング・ラン Rudy                                | タイトルバック制作                   |
| 1993年 | 心のままに Mr. Jones                                            | タイトルバック制作                   |
| 1993年 | ベイビー・トーク3 ワンダフル・ファミリー Look Who's Talking Now | VFXおよびタイトルバック制作          |
| 1993年 | マイ・ライフ My Life                                            |                                      |
| 1993年 | ペリカン文書 The Pelican Brief                                  |                                      |
| 1994年 | スピード Speed                                                  |                                      |
| 1994年 | ウルフ Wolf                                                     |                                      |
| 1994年 | 不機嫌な赤いバラ Guarding Tess                                  | タイトルバック制作                   |
| 1994年 | レオン Léon                                                     | 機材提供                             |
| 1994年 | ブランクマン・フォーエヴァー Blankman                           | スクリーングラフィックス制作         |
| 1995年 | ハイダウェイ Hideaway                                           |                                      |
| 1995年 | トール・テイル/パラダイス・ヴァレーの奇跡 Tall Tale             |                                      |
| 1995年 | JM Johnny Mnemonic                                              |                                      |
| 1995年 | 愛と勇気の翼 Wings of Courage                                   |                                      |
| 1995年 | ダイ・ハード3 Die Hard: With a Vengeance                        |                                      |
| 1995年 | ジャッジ・ドレッド Judge Dredd                                  |                                      |
| 1995年 | ザ・インターネット The Net                                      |                                      |
| 1995年 | バーチュオシティ Virtuosity                                     |                                      |
| 1995年 | マネー・トレイン Money Train                                    |                                      |
| 1996年 | ジャイアント・ピーチ James and the Giant Peach                  |                                      |
| 1996年 | インデペンデンス・デイ Independence Day                         | モーションコントロールカメラシステム |
| 1996年 | ザ・クラフト The Craft                                          |                                      |
| 1996年 | ケーブル・ガイ The Cable Guy                                    |                                      |
| 1996年 | フェノミナン Phenomenon                                         |                                      |
| 1996年 | ゴースト&ダークネス The Ghost and the Darkness                  |                                      |
| 1996年 | マイケル Michael                                                |                                      |
| 1997年 | アナコンダ Anaconda                                             |                                      |
| 1997年 | コンタクト Contact                                              |                                      |
| 1997年 | スターシップ・トゥルーパーズ Starship Troopers                  |                                      |
| 1997年 | 恋愛小説家 As Good as It Gets                                   |                                      |
| 1997年 | ポストマン The Postman                                          |                                      |
| 1998年 | リプレイスメント・キラー The Replacement Killers                |                                      |
| 1998年 | スフィア Sphere                                                 |                                      |
| 1998年 | ワイルドシングス Wild Things                                    |                                      |
| 1998年 | シティ・オブ・エンジェル City of Angels                         |                                      |
| 1998年 | ポーリー Paulie                                                 |                                      |
| 1998年 | ビッグ・ヒット The Big Hit                                      |                                      |
| 1998年 | GODZILLA Godzilla                                               |                                      |
| 1998年 | パッチ・アダムス Patch Adams                                    |                                      |
| 1998年 | ユー・ガット・メール You've Got Mail                            | タイトルバック制作                   |
| 1998年 | スタートレック 叛乱 Star Trek: Insurrection                     |                                      |
| 1999年 | ビッグ・ダディ Big Daddy                                        |                                      |
| 1999年 | ナインスゲート The Ninth Gate                                   |                                      |
| 1999年 | ノイズ The Astronaut's Wife                                     |                                      |
| 1999年 | ヒマラヤ杉に降る雪 Snow Falling on Cedars                       |                                      |
| 1999年 | 聖なる嘘つき/その名はジェイコブ Jakob the Liar                  |                                      |
| 1999年 | スチュアート・リトル Stuart Little                              |                                      |

#### 2000年代
| 公開年 | 邦題 原題                                                                                          | 備考                                    |
| ------ | -------------------------------------------------------------------------------------------------- | --------------------------------------- |
| 2000年 | 2999年異性への旅 What Planet Are You From?                                                         |                                         |
| 2000年 | ホワット・ライズ・ビニース What Lies Beneath                                                       |                                         |
| 2000年 | インビジブル Hollow Man                                                                            |                                         |
| 2000年 | チャーリーズ・エンジェル Charlie's Angels                                                          |                                         |
| 2000年 | キャスト・アウェイ Cast Away                                                                       |                                         |
| 2001年 | エボリューション Evolution                                                                         |                                         |
| 2001年 | アメリカン・スウィートハート America's Sweethearts                                                 |                                         |
| 2001年 | サンキュー、ボーイズ Riding in Cars with Boys                                                      |                                         |
| 2001年 | ハリー・ポッターと賢者の石 Harry Potter and the Philosopher's Stone                                |                                         |
| 2002年 | スパイダーマン Spider-Man                                                                          |                                         |
| 2002年 | メン・イン・ブラック2 Men in Black II                                                              |                                         |
| 2002年 | スチュアート・リトル2 Stuart Little 2                                                              | VFXおよびデジタル・インターミディエイト |
| 2002年 | タキシード The Tuxedo                                                                              |                                         |
| 2002年 | アイ・スパイ I Spy                                                                                 |                                         |
| 2002年 | ロード・オブ・ザ・リング/二つの塔 The Lord of the Rings: The Two Towers                            |                                         |
| 2003年 | 黒の怨 Darkness Falls                                                                              |                                         |
| 2003年 | N.Y.式ハッピー・セラピー Anger Management                                                          |                                         |
| 2003年 | アイデンティティー Identity                                                                        | VFXおよびカラーコレクション             |
| 2003年 | マトリックス・リローデッド The Matrix Reloaded                                                     |                                         |
| 2003年 | ハリウッド的殺人事件 Hollywood Homicide                                                            |                                         |
| 2003年 | チャーリーズ・エンジェル フルスロットル Charlie's Angels: Full Throttle                            |                                         |
| 2003年 | バッドボーイズ2バッド Bad Boys II                                                                  |                                         |
| 2003年 | シービスケット Seabiscuit                                                                          |                                         |
| 2003年 | マッチスティック・メン Matchstick Men                                                              |                                         |
| 2003年 | マトリックス・レボリューションズ The Matrix Revolutions                                            |                                         |
| 2003年 | ホーンテッドマンション The Haunted Mansion                                                         |                                         |
| 2003年 | ビッグ・フィッシュ Big Fish                                                                        |                                         |
| 2003年 | ピーター・パン Peter Pan                                                                           |                                         |
| 2004年 | 50回目のファースト・キス 50 First Dates                                                            |                                         |
| 2004年 | スパイダーマン2 Spider-Man 2                                                                       |                                         |
| 2004年 | 俺たちニュースキャスター Anchorman: The Legend of Ron Burgundy                                     |                                         |
| 2004年 | カレの嘘と彼女のヒミツ Little Black Book                                                           |                                         |
| 2004年 | フォーガットン The Forgotten                                                                       |                                         |
| 2004年 | クランク家のちょっと素敵なクリスマス Christmas with the Kranks                                     |                                         |
| 2004年 | アビエイター The Aviator                                                                           |                                         |
| 2004年 | スパングリッシュ 太陽の国から来たママのこと Spanglish                                              |                                         |
| 2005年 | ウェス・クレイヴン's カースド Cursed                                                               |                                         |
| 2005年 | 奥さまは魔女 Bewitched                                                                             |                                         |
| 2005年 | ザスーラ Zathura: A Space Adventure                                                                |                                         |
| 2005年 | ナルニア国物語/第1章:ライオンと魔女 The Chronicles of Narnia: The Lion, the Witch and the Wardrobe |                                         |
| 2006年 | ラスト・ホリデイ Last Holiday                                                                      |                                         |
| 2006年 | もしも昨日が選べたら Click                                                                         |                                         |
| 2006年 | スーパーマン リターンズ Superman Returns                                                           |                                         |
| 2007年 | ゴーストライダー Ghost Rider                                                                       |                                         |
| 2007年 | スパイダーマン3 Spider-Man 3                                                                       |                                         |
| 2007年 | ジェイン・オースティンの読書会 The Jane Austen Book Club                                           |                                         |
| 2007年 | アイ・アム・レジェンド I Am Legend                                                                 |                                         |
| 2008年 | スピード・レーサー Speed Racer                                                                     |                                         |
| 2008年 | エージェント・ゾーハン You Don't Mess with the Zohan                                               |                                         |
| 2008年 | ハンコック Hancock                                                                                 |                                         |
| 2008年 | イーグル・アイ Eagle Eye                                                                           |                                         |
| 2008年 | ワールド・オブ・ライズ Body of Lies                                                                |                                         |
| 2008年 | ワルキューレ Valkyrie                                                                              |                                         |
| 2009年 | ウォッチメン Watchmen                                                                              |                                         |
| 2009年 | ジョナス・ブラザーズ ザ・コンサート 3D The Jonas Brothers: The 3D Concert Experience               |                                         |
| 2009年 | スパイアニマル・Gフォース G-Force                                                                  |                                         |
| 2009年 | マイケル・ジャクソン THIS IS IT This Is It                                                         |                                         |
| 2009年 | 2012                                                                                               |                                         |

#### 2010年代
| 公開年 | 邦題 原題                                                                         |
| ------ | --------------------------------------------------------------------------------- |
| 2010年 | アリス・イン・ワンダーランド Alice in Wonderland                                  |
| 2010年 | キャッツ & ドッグス 地球最大の肉球大戦争 Cats & Dogs: The Revenge of Kitty Galore |
| 2011年 | グリーン・ホーネット The Green Hornet                                             |
| 2011年 | ウソツキは結婚のはじまり Just Go with It                                          |
| 2011年 | グリーン・ランタン Green Lantern                                                  |
| 2011年 | Mr.ズーキーパーの婚活動物園 Zookeeper                                             |
| 2011年 | スマーフ The Smurfs                                                               |
| 2012年 | メン・イン・ブラック3 Men in Black III                                            |
| 2012年 | アメイジング・スパイダーマン The Amazing Spider-Man                               |
| 2012年 | 闘魂先生 Mr.ネバーギブアップ Here Comes the Boom                                  |
| 2013年 | オズ はじまりの戦い Oz the Great and Powerful                                     |
| 2013年 | スマーフ2 アイドル救出大作戦! The Smurfs 2                                        |
| 2014年 | キャプテン・アメリカ/ウィンター・ソルジャー Captain America: The Winter Soldier   |
| 2014年 | アメイジング・スパイダーマン2 The Amazing Spider-Man 2                            |
| 2014年 | 子連れじゃダメかしら? Blended                                                     |
| 2014年 | オール・ユー・ニード・イズ・キル Edge of Tomorrow                                 |
| 2014年 | 22ジャンプストリート 22 Jump Street                                               |
| 2014年 | ガーディアンズ・オブ・ギャラクシー Guardians of the Galaxy                        |
| 2014年 | フューリー Fury                                                                   |
| 2014年 | アメリカン・スナイパー American Sniper                                            |
| 2014年 | ザ・インタビュー The Interview                                                    |
| 2015年 | ピクセル Pixels                                                                   |
| 2015年 | コンカッション Concussion                                                         |
| 2016年 | アリス・イン・ワンダーランド/時間の旅 Alice Through the Looking Glass             |
| 2016年 | ゴーストバスターズ Ghostbusters                                                   |
| 2016年 | スーサイド・スクワッド Suicide Squad                                              |
| 2017年 | スパイダーマン:ホームカミング Spider-Man: Homecoming                              |
| 2017年 | キングスマン:ゴールデン・サークル Kingsman: The Golden Circle                     |
| 2018年 | MEG ザ・モンスター The Meg                                                        |
| 2018年 | ヴェノム Venom                                                                    |
| 2019年 | メン・イン・ブラック:インターナショナル Men in Black: International               |
| 2019年 | スパイダーマン:ファー・フロム・ホーム Spider-Man: Far From Home                   |
| 2019年 | チャーリーズ・エンジェル Charlie's Angels                                         |
| 2019年 | ゾンビランド:ダブルタップ Zombieland: Double Tap                                  |
| 2019年 | ジュマンジ/ネクスト・レベル Jumanji: The Next Level                               |

#### 2020年代
| 公開年 | 邦題 原題                                                                                       |
| ------ | ----------------------------------------------------------------------------------------------- |
| 2020年 | ムーラン Mulan                                                                                  |
| 2021年 | スパイダーマン:ノー・ウェイ・ホーム Spider-Man: No Way Home                                     |
| 2021年 | ゴーストバスターズ/アフターライフ Ghostbusters: Afterlife                                       |
| 2022年 | モービウス Morbius                                                                              |
| 2022年 | ドクター・ストレンジ/マルチバース・オブ・マッドネス Doctor Strange in the Multiverse of Madness |
| 2022年 | ソー:ラブ&サンダー Thor: Love and Thunder                                                       |
| 2023年 | アントマン&ワスプ:クアントマニア Ant-Man and the Wasp: Quantumania                              |
| 2023年 | ガーディアンズ・オブ・ギャラクシー:VOLUME 3 Guardians of the Galaxy Vol.3                       |
| 2023年 | マーベルズ The Marvels                                                                          |
| 2024年 | ゴーストバスターズ/フローズン・サマー Ghostbusters: Frozen Empire                               |
| 2024年 | レッド・ワン Red One                                                                            |
| 2025年 | マインクラフト/ザ・ムービー A Minecraft Movie                                                   |
| 2025年 | ファンタスティック4:ファースト・ステップ The Fantastic Four: First Steps                        |

### テレビドラマ
- 2021年：ファルコン&ウィンター・ソルジャー The Falcon and the Winter Soldier
- 2022年：ガーディアンズ・オブ・ギャラクシー ホリデー・スペシャル The Guardians of the Galaxy Holiday Special

## アニメーション制作担当作品
※インターネット・ムービー・データベースの情報および会社サイトより引用。

### 長編

#### 公開済みの作品
| #  | 邦題 原題                                                                                  | 公開日                    | 日本公開日                | 製作会社 |
| -- | ------------------------------------------------------------------------------------------ | ------------------------- | ------------------------- | --- |
| 1  | ポーラー・エクスプレス The Polar Express                                                   | 2004年11月10日            | 2004年11月27日            | ワーナー・ブラザース映画 キャッスル・ロック・エンターテインメント イメージムーバーズ                                           |
| 2  | モンスター・ハウス Monster House                                                           | 2006年7月21日             | 2007年1月13日             | コロンビア映画 レラティビティ・メディア イメージムーバーズ アンブリン・エンターテインメント                                    |
| 3  | オープン・シーズン Open Season                                                             | 2006年9月29日             | 2006年12月9日             | コロンビア映画 ソニー・ピクチャーズ・アニメーション                                                                            |
| 4  | サーフズ・アップ Surf's Up                                                                 | 2007年6月8日              | 2007年12月15日            | コロンビア映画 ソニー・ピクチャーズ・アニメーション                                                                            |
| 5  | ベオウルフ/呪われし勇者 Beowulf                                                            | 2007年11月16日            | 2007年12月1日             | パラマウント映画 イメージムーバーズ                                                                                            |
| 6  | くもりときどきミートボール Cloudy with a Chance of Meatballs                               | 2009年9月18日             | 2009年9月19日             | コロンビア映画 ソニー・ピクチャーズ・アニメーション                                                                            |
| 7  | アーサー・クリスマスの大冒険 Arthur Christmas                                              | 2011年11月23日            | 2011年11月23日            | コロンビア映画 ソニー・ピクチャーズ・アニメーション アードマン・アニメーションズ                                               |
| 8  | モンスター・ホテル Hotel Transylvania                                                      | 2012年9月28日             | 2012年9月29日             | コロンビア映画 ソニー・ピクチャーズ・アニメーション                                                                            |
| 9  | くもりときどきミートボール2 フード・アニマル誕生の秘密 Cloudy with a Chance of Meatballs 2 | 2013年9月27日             | 2013年12月28日            | コロンビア映画 ソニー・ピクチャーズ・アニメーション                                                                            |
| 10 | モンスター・ホテル2 Hotel Transylvania 2                                                   | 2015年9月25日             | 2016年2月20日             | コロンビア映画 ソニー・ピクチャーズ・アニメーション                                                                            |
| 11 | アングリーバード The Angry Birds Movie                                                     | 2016年5月20日             | 2016年10月1日             | コロンビア映画 ロビオ・エンターテインメント                                                                                    |
| 12 | コウノトリ大作戦! Storks                                                                   | 2016年9月23日             | 2016年11月3日             | ワーナー・ブラザース映画 ワーナー・アニメーション・グループ ラットパック=デューン・エンターテインメント                        |
| 13 | スマーフ スマーフェットと秘密の大冒険 Smurfs: The Lost Village                             | 2017年4月7日              | 2017年10月7日             | コロンビア映画 / Lスター・キャピタル（en） ワンダ・ピクチャーズ ソニー・ピクチャーズ・アニメーション                           |
| 14 | 絵文字の国のジーン The Emoji Movie                                                         | 2017年7月28日             | 2018年2月17日             | コロンビア映画 Lスター・キャピタル ソニー・ピクチャーズ・アニメーション                                                        |
| 15 | モンスター・ホテル クルーズ船の恋は危険がいっぱい?! Hotel Transylvania 3: Summer Vacation  | 2018年7月13日             | 2018年10月19日            | コロンビア映画 ソニー・ピクチャーズ・アニメーション メディア・ライツ・キャピタル                                               |
| 16 | スモールフット Smallfoot                                                                   | 2018年9月28日             | 2018年10月12日            | ワーナー・ブラザース映画 ワーナー・アニメーション・グループ Zaftig Films                                                       |
| 17 | スパイダーマン:スパイダーバース Spider-Man: Into the Spider-Verse                          | 2018年12月14日            | 2019年3月8日              | コロンビア映画 ソニー・ピクチャーズ・アニメーション マーベル・エンターテインメント Arad Produtions Pascal Pictures Lord Miller |
| 18 | アングリーバード2 The Angry Birds Movie 2                                                  | 2019年8月14日             | 2020年1月31日             | コロンビア映画 ロビオ・エンターテインメント                                                                                    |
| 19 | フェイフェイと月の冒険 Over the Moon                                                       | 2020年10月23日（VOD配信） | 2020年10月23日（VOD配信） | Netflix パール・スタジオ |
| 20 | ミッチェル家とマシンの反乱 The Mitchells vs. the Machines                                  | 2021年4月30日（VOD配信）  | 2021年4月30日（VOD配信）  | Netflix コロンビア映画 ソニー・ピクチャーズ・アニメーション Lord Miller                                                        |
| 21 | ビーボ Vivo                                                                                | 2021年8月6日（VOD配信）   | 2021年8月6日（VOD配信）   | Netflix コロンビア映画 ソニー・ピクチャーズ・アニメーション                                                                    |
| 22 | モンスター・ホテル 変身ビームで大パニック! Hotel Transylvania: Transformania               | 2022年1月14日（VOD配信）  | 2022年1月14日（VOD配信）  | Amazonスタジオ コロンビア映画 メディア・ライツ・キャピタル ソニー・ピクチャーズ・アニメーション                                |
| 23 | ジェイコブと海の怪物 The Sea Beast                                                         | 2022年7月8日（VOD配信）   | 2022年7月8日（VOD配信）   | Netflix |
| 24 | スパイダーマン:アクロス・ザ・スパイダーバース Spider-Man: Across the Spider-Verse          | 2023年6月2日              | 2023年6月16日             | コロンビア映画 ソニー・ピクチャーズ・アニメーション マーベル・エンターテインメント Arad Produtions Pascal Pictures Lord Miller |
| 25 | KPOPガールズ! デーモン・ハンターズ KPop Demon Hunters                                      | 2025年6月20日（VOD配信）  | 2025年6月20日（VOD配信）  | Netflix コロンビア映画 ソニー・ピクチャーズ・アニメーション                                                                    |

#### 公開予定の作品
| 邦題 原題                                                                         | 公開予定日                | 日本公開予定日            | 製作会社 |
| --------------------------------------------------------------------------------- | ------------------------- | ------------------------- | --- |
| イン・ユア・ドリームズ: 願いがかなうなら In Your Dreams                           | 2025年11月14日（VOD配信） | 2025年11月14日（VOD配信） | Netflix Kuku Studios |
| Goat                                                                              | 2026年2月13日             | N/A                       | コロンビア映画 ソニー・ピクチャーズ・アニメーション Unanimous Media Modern Magic                                               |
| スパイダーマン:ビヨンド・ザ・スパイダーバース Spider-Man: Beyond the Spider-Verse | 2027年6月4日              | N/A                       | コロンビア映画 ソニー・ピクチャーズ・アニメーション マーベル・エンターテインメント Arad Produtions Pascal Pictures Lord Miller |

### 短編
- 2002年：チャブチャブズ The ChubbChubbs!（自社制作、日本未公開）

### ビデオ映画
- 2008年：オープン・シーズン2 ペット vs 野生のどうぶつたち Open Season 2

### Webアニメ
- 2019年、2022年：ラブ、デス&ロボット Love, Death & Robots（シーズン1およびシーズン3に参加[37][38]、Netflixにて配信）

## 受賞歴
| 年     | 候補作                          | 賞                         | 部門                               | 結果       |
| ------ | ------------------------------- | -------------------------- | ---------------------------------- | ---------- |
| 1998年 | スターシップ・トゥルーパーズ    | 第70回アカデミー賞         | 視覚効果賞                         | ノミネート |
| 2000年 | スチュアート・リトル            | 第72回アカデミー賞         | 視覚効果賞                         | ノミネート |
| 2001年 | インビジブル                    | 第73回アカデミー賞         | 視覚効果賞                         | ノミネート |
| 2003年 | スチュアート・リトル2           | 第1回視覚効果協会賞（en）  | キャラクター・アニメーション賞     | 受賞       |
| 2003年 | チャブチャブズ                  | 第75回アカデミー賞         | 短編アニメ映画賞                   | 受賞       |
| 2005年 | アビエイター                    | 第3回視覚効果協会賞（en）  | 優秀補助視覚効果賞（映画部門）     | 受賞       |
| 2005年 | スパイダーマン2                 | 第77回アカデミー賞         | 視覚効果賞                         | 受賞       |
| 2010年 | くもりときどきミートボール      | 第8回視覚効果協会賞（en）  | 最優秀アニメーション賞             | ノミネート |
| 2010年 | くもりときどきミートボール      | 第8回視覚効果協会賞（en）  | 最優秀エフェクト・アニメーション賞 | ノミネート |
| 2019年 | スパイダーマン:スパイダーバース | 第91回アカデミー賞         | 長編アニメ映画賞                   | 受賞       |
| 2019年 | スパイダーマン:スパイダーバース | 第46回アニー賞（en）       | 長編作品賞                         | 受賞       |
| 2019年 | スパイダーマン:スパイダーバース | 第17回視覚効果協会賞（en） | 優秀視覚効果賞（長編アニメ部門）   | 受賞       |